# Ugly Miss Young-ae
Ugly Miss Young-ae (hangul: 막돼먹은 영애씨; rr: Makdwaemeokeun Yeongaesshi) é uma série de televisão sul-coreana de longa duração, exibida pela emissora tvN e estrelada por Kim Hyun-sook. Sua exibição inicial ocorreu em 20 de abril de 2007 e possui até o momento dezessete temporadas, sendo a última a partir de 8 de fevereiro de 2019.    

## Enredo
Um drama realista sobre as emoções e a tristeza de mulheres trabalhadoras na casa dos 30 anos, centradas em torno de uma única mulher chamada Lee Young-ae.

## Episódios
| Temporada                 | Episódios                 | Originalmente exibido                           | Horário de transmissão                                                                       |
| ------------------------- | ------------------------- | ----------------------------------------------- | -------------------------------------------------------------------------------------------- |
| 1                         | 16                        | 20 de abril de - 3 de agosto de 2007            | Sextas-feiras às 23:00 (KST)                                                                 |
| 2                         | 16                        | 7 de setembro - 21 de dezembro de 2007          | Sextas-feiras às 23:00 (KST)                                                                 |
| 3                         | 16                        | 7 de março - 20 de junho de 2008                | Sextas-feiras às 23:00 (KST)                                                                 |
| 4                         | 16                        | 5 de setembro - 19 de dezembro de 2008          | Sextas-feiras às 23:00 (KST)                                                                 |
| 5                         | 20                        | 6 de março - 17 de julho de 2009                | Sextas-feiras às 23:00 (KST)                                                                 |
| 6                         | 20                        | 16 de outubro de 2009 - 26 de fevereiro de 2010 | Sextas-feiras às 23:00 (KST)                                                                 |
| 7                         | 20                        | 14 de maio - 24 de setembro de 2010             | Sextas-feiras às 23:00 (KST)                                                                 |
| 8                         | 20                        | 12 de dezembro de 2010 - 29 de abril de 2011    | Sextas-feiras às 23:00 (KST)                                                                 |
| 9                         | 20                        | 9 de setembro de 2011 - 20 de janeiro de 2012   | Sextas-feiras a meia noite (KST)                                                             |
| 10                        | 20                        | 13 de abril - 31 de agosto de 2012              | Episódios 1-4: Sextas-feiras a meia noite (KST) Episódios 5-20: Sextas-feiras às 22:00 (KST) |
| 11                        | 18                        | 29 de novembro de 2012 - 28 de março de 2013    | Quintas-feiras às 23:00 (KST)                                                                |
| 12                        | 18                        | 18 de julho - 14 de novembro de 2013            | Quintas-feiras às 23:00 (KST)                                                                |
| 13                        | 16                        | 27 de março - 10 de julho de 2014               | Quintas-feiras às 23:00 (KST)                                                                |
| 14                        | 17                        | 10 de agosto - 5 de outubro de 2015             | Segundas e Terças-feiras às 23:00 (KST)                                                      |
| 15                        | 20                        | 31 de outubro de 2016 - 3 de janeiro de 2017    | Segundas e Terças-feiras às 23:00 (KST)                                                      |
| 16                        | 16                        | 4 de dezembro de 2017 - 23 de janeiro de 2018   | Segundas e Terças-feiras às 21:30 (KST)                                                      |
| 17                        | 16                        | 8 de fevereiro - 26 de abril de 2019            | Sextas-feiras às 23:00 (KST)                                                                 |
| Número total de episódios | Número total de episódios | Número total de episódios                       | 305                                                                                          |

## Elenco

### Principal

#### Design de Lee Young-ae
- Kim Hyun-sook como Lee Young-ae - presidente (temporadas 1-17)
- Go Se-won como Kim Hyuk-kyoo - empregado, marido de Lee Young-chae (temporadas 1-9,11,14-17 :como principal; temporadas 10,12,13 :participação)

### De apoio

#### Empresa de Impressão Geral Paradise
- Jo Duk-jae
- Lee Seung-joon como Lee Seung-joon, marido de Young-ae (temporadas 12-17)
- Ra Mi-ran
- Yoon Seo-hyun
- Jung Ji-soon
- Lee Soo-min
- Sazal Kim

#### Frutos do mar Whale
- Jo Dong-hyuk
- Jung Soo-hwan

#### Família de Young-ae
- Song Min-hyung como Lee Gwi-hyun, pai de Young-ae,Young-min & Young-chae (temporadas 1-17)
- Kim Jung-ha como Kim Jung-ha, mãe de Young-ae,Young-min & Young-chae (temporadas 1-17)
- Jung Da-hye como Lee Young-chae, irmã mais nova de Young-ae (temporadas 1-5, 9-17 :regular, temporada 8 :participação)
- Park Shin-woo (temporada 1)
  - Hyun Jung (season 5-8)
  - Oh Seung-yoon (temporada 13: regular; temporada 16: participação)

as Lee Young-min, irmão mais novo de Young-ae

#### Outros
- Jun Sung-ae como Jun Sung-ae
- Lee Woo-joo como Hyun Woo
- Jung Yoon-gun como Hae Mil
- Lee Ki-chang

### Participações especiais
- Seo Gap-sook
- Jang Hyuk-jin
- Tak Jae-hoon
- Lee Yong-joo
- Kwon Hyuk-soo
- Yoo In-na
- Kim Jun-hyun, como o diretor do artes marciais dojo (episódio 12)
- Kim Ga-yeon
- Jang Do-yeon, como vendedor da Miran Red Shoes (episódio 14)
- Kim Hyung-il

## Equipe de produção
| Temporada | Diretor(es)                                     | Diretor(es) assistente(s)                                              | Roteirista(s)                                          |
| --------- | ----------------------------------------------- | ---------------------------------------------------------------------- | ------------------------------------------------------ |
| 1         | Jung Hwan-seok, Park Joon-hwa                   | Shim Sang-mo, Uhm Ji-young, Lee-han Gwi-ri                             | Park Min-jung, Han Seok-Hee                            |
| 2         | Park Joon-hwa, Choi Gyoo-shik                   | Baek Seung-ryong, Shin Hye-kyung, Jo Min-wook                          | Park Min-jung, Han Seok-Hee                            |
| 3         | Jung Hwan-suk, Park Joon-hwa, Choi Gyoo-shik    | Baek Seung-ryong, Jo Min-wook, Noh Ji-hye                              | Myung Soo-hyun, Han Seok-hee                           |
| 4         | Jung Hwan-suk, Park Joon-hwa, Choi Gyoo-shik    | Baek Seung-ryong, Jo Min-wook, Noh Ji-hye                              | Lim Soo-mi, Han Seok-hee                               |
| 5         | Park Joon-hwa, Choi Gyoo-shik, Baek Seung-ryong | Jo Min-wook, Noh Ji-hye, Kim Mi-Kyung                                  | Myung Soo-hyun, Lim Soo-mi                             |
| 6         | Park Joon-hwa, Choi Gyoo-shik, Baek Seung-ryong | Noh Ji-hye, Lee Bo-hye, Hong Doo-pyo                                   | Myung Soo-hyun, Lim Soo-mi, Baek Seon-woo              |
| 7         | Baek Joon-hee, Baek Seung-ryong, Choi Gyoo-shik | Noh Ji-hye, Hong Doo-pyo, Lee Se-na                                    | Myung Soo-hyun, Baek Seon-woo, Lim Soo-mi              |
| 8         | Baek Joon-hee, Baek Seung-ryong, Han Sang-jae   | Noh Ji-hye, Lee Se-na, Hong Doo-pyo                                    | Myung Soo-hyun, Baek Seon-woo, Lim Soo-mi              |
| 9         | Jung Hwan-seok, Han Sang-jae, Choi Soon-yong    | Noh Ji-hye, Lee Se-na, Hong Doo-pyo, Kim Sang-bae                      | Myung Soo-hyun, Han Seol-hee, Lim Soo-mi               |
| 10        | Jung Hwan-seok, Han Sang-jae, Choi Soon-yong    | Noh Ji-hye, Kim Sang-bae, Lee Se-na                                    | Myung Soo-hyun, Han Seol-hee, Lim Soo-mi               |
| 11        | Park Joon-hwa, Han sang-jae                     | Yoon Jae-soon, Lee Hyung-myung, Chae Bo-mi, Seo Min-jung, Lim Soo-jung | Myung Soo-hyun, Han Seol-hee, Lim Soo-mi               |
| 12        | Han Sang-jae, Yoon Jae-soon                     | Lee Jae-hyun, Seo Min-jung, Kim Gye-young                              | Myung Soo-hyun, Han Seol-hee, Baek Seon-Woo Lim Soo-mi |
| 13        | Han Sang-jae, Yoon Jae-soon                     | Park Soo-won, Lee Ji-Yeon, Son Jin-Rak, Kim sang-ah, Kim Ah-young      | Myung Soo-hyun, Han Seol-hee, Baek Seon-Woo Lim Soo-mi |
| 14        | Han Sang-jae, Yoon Jae-soon                     | Jung Woo-jin, Lee Ji-yeon, Kim Ah-young, Jun Min-ha, Kang Na-rae       | Myung Soo-hyun, Han Seol-hee, Baek Seon-Woo Lim Soo-mi |
| 15        | Han Sang-jae, Jung Hyung-gun, Yoon Jae-soon     | Jo Eun-sol, Kim Ah-young, Kim Dong-Joo, Wui Seung-yeon                 | Han Seol-hee, Baek Ji-hyun, Hong Bo-hee, Jun Ji-hyun   |
| 16        | Jung Hyung-gun                                  |                                                                        | Han Seol-hee                                           |
| 17        | Han Sang-jae                                    |                                                                        | Han Seol-hee, Baek Ji-hyun, Hong Bo-hee                |